# Spoorlijn Görlitz - Dresden-Neustadt
De spoorlijn Görlitz - Dresden-Neustadt is een Duitse spoorlijn als lijn 6212 onder beheer van DB Netze.

## Geschiedenis
Het traject werd door de Sächsisch-Schlesische Eisenbahngesellschaft in fases geopend.
17 november 1845: Dresden–Radeberg
22 december 1845: Radeberg–Bischofswerda
23 juni 1846: Bischofswerda–Bautzen
23 december 1846: Bautzen–Löbau
1 juli 1847: Löbau–Reichenbach
1 september 1847: Reichenbach–Görlitz

## Treindiensten
De Deutsche Bahn verzorgt het personenvervoer op dit traject met RE-, RB- en S-Bahn-treinen:
- (Pirna - Dresden Hbf -) Dresden-Neustadt - Dresden-Klotzsche (- Dresden Luchthaven) (S-Bahn S 2)

De Länderbahn (ex Vogtlandbahn) verzorgt het personenvervoer op dit traject met RE-, RB- en S-Bahn-treinen:
- (Dresden Hbf -) Dresden-Neustadt - Görlitz (- Wrocław) (RE 1 / RB 60)
- (Dresden Hbf -) Dresden-Neustadt - Bischofswerda (- Zittau) (RB 60)
- (Dresden Hbf -) Dresden-Neustadt - Bischofswerda (- Zittau - Liberec) (RE 2)

De ODEG verzorgt het personenvervoer op dit traject met treinen:
- Bischofswerda - Görlitz (OE 60V)

De Städtebahn Sachsen verzorgt het personenvervoer op dit traject met treinen:
- (Dresden Hbf -) Dresden-Neustadt - Radeberg (- Kamenz) (RB 34)
- Dresden-Neustadt - Dresden-Klotzsche (- Königsbrück) (RB 33)

## Aansluitingen
In de volgende plaatsen is of was er een aansluiting van de volgende spoorlijnen:

### Dresden
Dresden-Neustadt
- Děčín - Dresden-Neustadt, spoorlijn tussen Děčín, Dresden Hbf en Dresden-Neustadt
- Leipzig - Dresden-Neustadt, spoorlijn tussen Leipzig en Dresden-Neustadt
- Dresden-Pieschen - Dresden-Neustadt, spoorlijn tussen Dresden-Pieschen en Dresden-Neustadt
- Dresdner Verkehrsbetriebe (DVB), tram in en rond de stad Dresden

Dresden-Klotzsche 
- Dresden-Klotzsche - Dresden-Luchthaven, spoorlijn tussen Dresden-Klotzsche en Dresden-Luchthaven
- Dresden-Klotzsche - Straßgräbchen-Bernsorf, spoorlijn tussen Dresden-Klotzsche en Straßgräbchen-Bernsorf

### Radeberg
- Kamenz - Pirna, spoorlijn naar Kamenz

### Arnsdorf
- Kamenz - Pirna, spoorlijn tussen Kamenz, Arnsdorf en Pirna

### Bischofswerda
- Bischofswerda - Zittau, spoorlijn tussen Bischofswerda en Zittau
- Bischofswerda - Kamenz, spoorlijn tussen Bischofswerda en Kamenz

### Bautzen
- Bautzen - Hoyerswerda, spoorlijn tussen Bautzen en Hoyerswerda
- Bautzen - Bad Schandau, spoorlijn tussen Bautzen en Bad Schandau

### Löbau
- Ebersbach - Löbau, spoorlijn tussen Ebersbach en Löbau
- Löbau - Zittau, spoorlijn tussen Löbau en Zittau
- Löbau - Radibor, spoorlijn tussen Löbau en Radibor

### Görlitz
- Berlijn - Görlitz, spoorlijn tussen Berlijn en Görlitz
- Görlitz - Węgliniec, spoorlijn tussen Görlitz en Węgliniec
- Görlitz - Wałbrzych, spoorlijn tussen Görlitz en Wałbrzych
- Görlitz - Hagenwerder (- Zittau), spoorlijn tussen Görlitz en Hagenwerder
- Verkehrsgesellschaft Görlitz (VGG), tram in en rond de stad Görlitz

## Elektrische tractie
Het traject tussen Dresden-Klotzsche en Dresden-Neustadt alsmede het traject naar Dresden-Luchthaven werd geëlektrificeerd met een spanning van 15.000 volt 16,7 Hz wisselstroom.

## Afbeeldingen

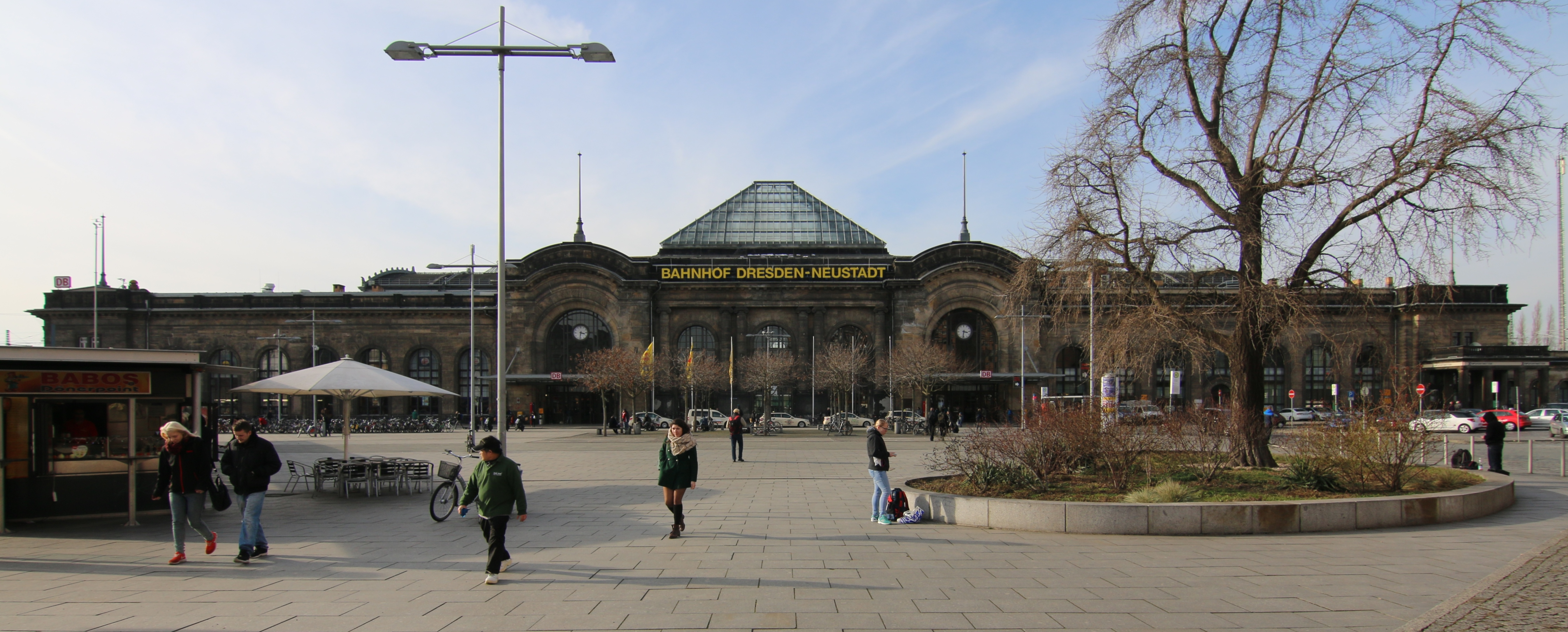
Station Dresden-Neustadt
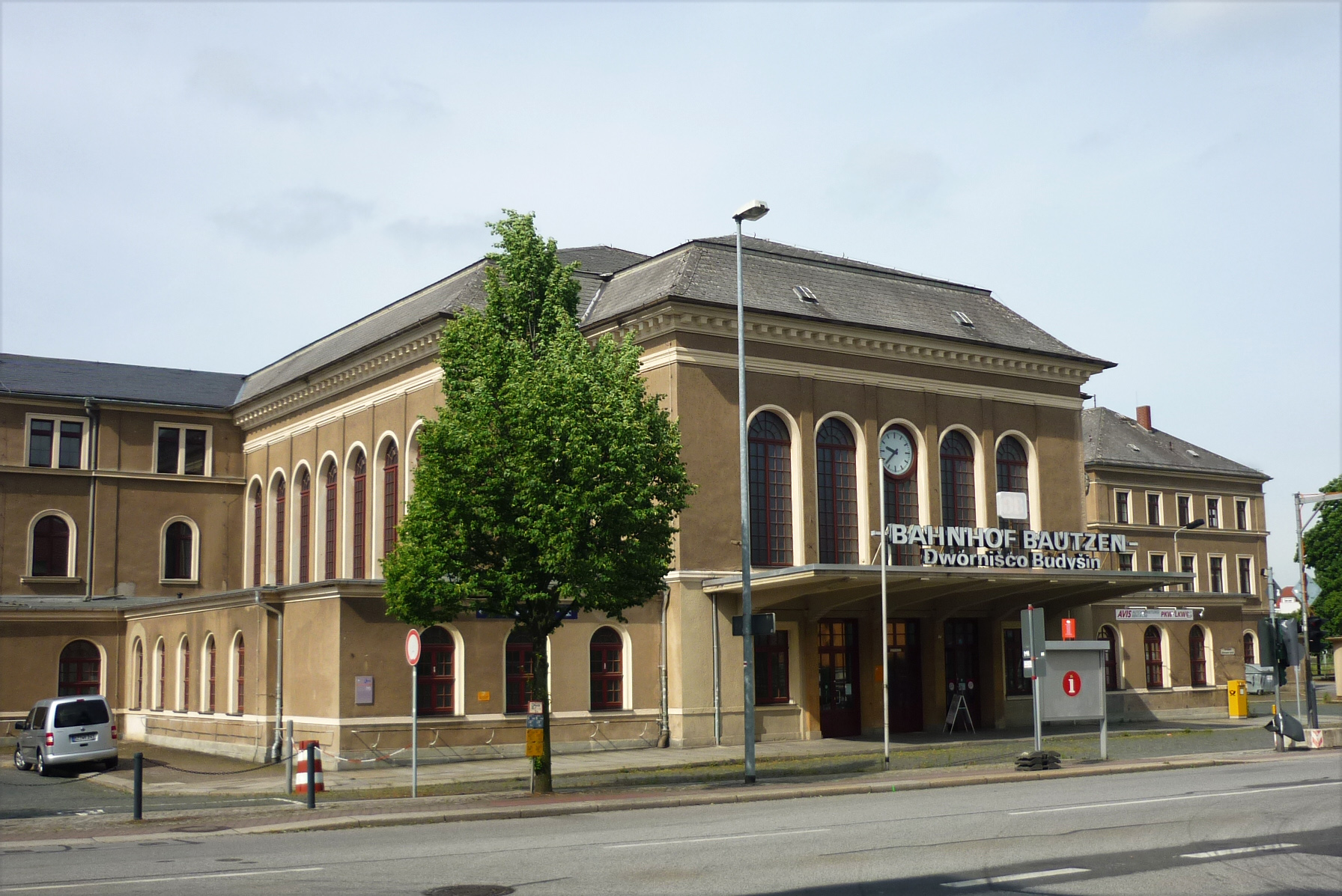
Station Bautzen
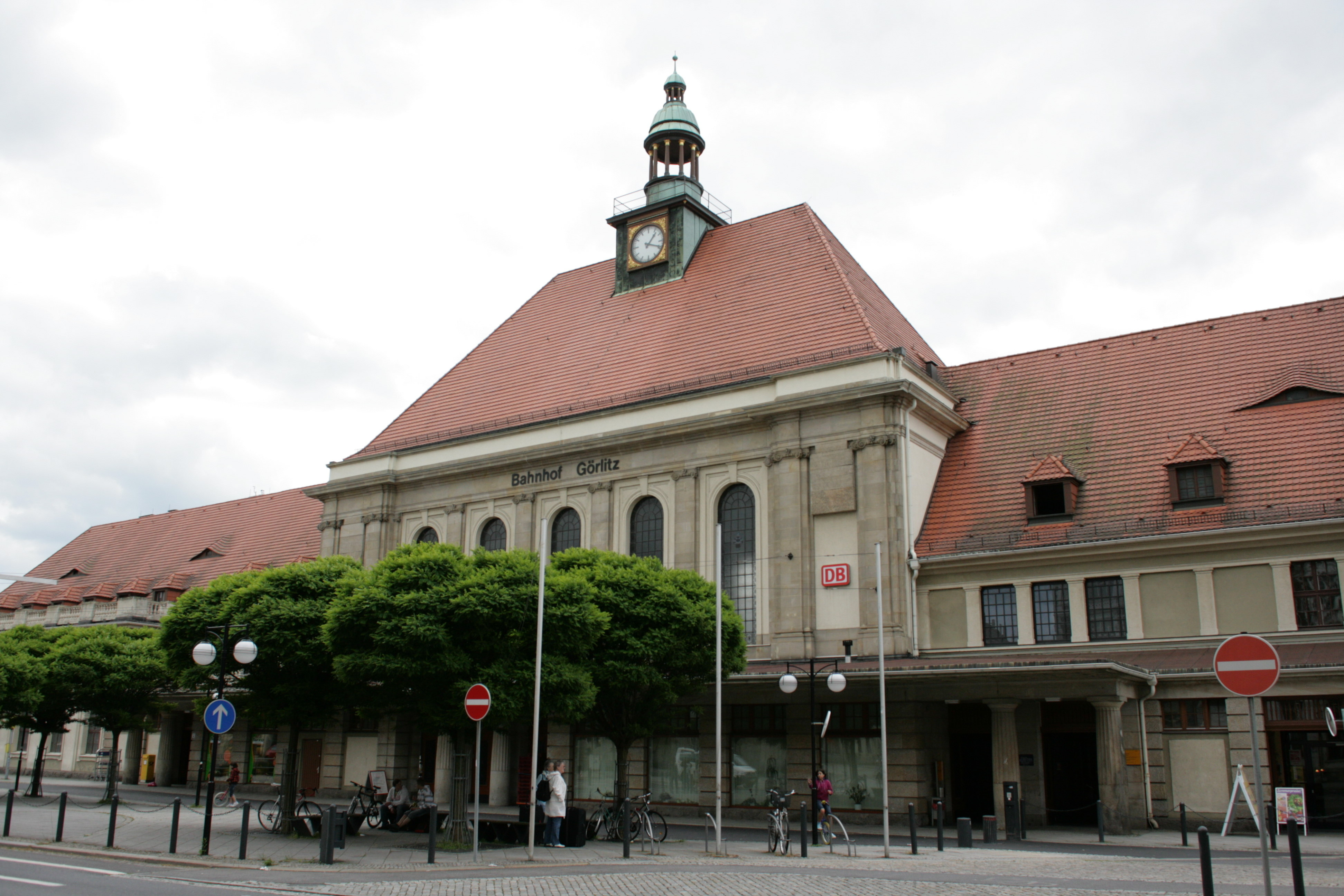
Station Görlitz